# Alpha Wolf
Alpha Wolf es una banda australiana de metalcore formada en Burnie, Tasmania en 2013. El bajista y vocalista fundador John Arnold declaró que «el nombre Alpha Wolf surgió de la película The Grey». Su primer álbum Mono se lanzó en julio de 2017 y alcanzó el puesto 29 en la lista de ARIA.

## Historia
La banda se formó en 2013 y lanzó su EP debut Origin el 9 de junio de 2014. El EP fue precedido por tres sencillos y casi un álbum completo de canciones (actualmente perdidas).
En julio de 2017, la banda lanzó su primer álbum de estudio, titulado Mono. Esta abreviatura significa "monocromático", que significa "que produce imágenes visuales de un solo color o en diferentes tonos de un mismo color". Este título y su asociación anticipan el contenido lírico, que aborda con fuerza temas como el trauma y la depresión.
El 9 de febrero de 2018, MusicFeeds informó que el vocalista principal, Aidan Ellaz, fue expulsado de la banda debido a acusaciones de agresión sexual. Estos cargos fueron desestimados por falta de pruebas el 6 de enero de 2022.
En junio de 2018, Lochie Keogh y Mitch Fogarty fueron anunciados como nuevos miembros.
En abril de 2019, la banda lanzó el EP Fault. El guitarrista Sabian Lynch declaró: «Fault es nuestra forma de abrirnos y de hacer todo lo posible para demostrar que está bien equivocarse, está bien fallar, está bien cometer errores, siempre y cuando podamos encontrar maneras de crecer a partir de ello. Siempre buscamos ser honestos al componer, y estas canciones reflejan una revelación interior, creando así la mejor música de la que hemos formado parte».
El segundo álbum de estudio de la banda, A Quiet Place to Die, se lanzó el 25 de septiembre de 2020. La banda lanzó el EP, Shh el 31 de marzo de 2023.
En enero de 2024, la banda lanzó el sencillo "Sucks 2 Suck", en el que colabora Ice-T. La canción es el segundo sencillo de su tercer álbum de estudio Half Living Things.

## Miembros
| Miembros actuales - Sabian Lynch – guitarra rítmica (2013–presente), guitarra principal (2013–2015) - John Arnold – bajo, coros (2016–presente), voz principal (2013–2016) - Scottie Simpson – guitarra principal (2016–presente), bajo (2015–2016) - Lochie Keogh – voz principal (2018–presente) - Mitch Fogarty – batería (2018–presente) | Miembros anteriores - Hayden Dargavel – bajo (2013–2015) - Jackson Arnold – batería (2013–2017) - Lloyd Hornidge – guitarra principal (2015–2016) - Aidan Ellaz – voz principal (2016–2018) |

Linea del tiempo

## Discografía

### Álbumes de estudio
| Título               | Detalles | Posiciones |
| Título               | Detalles | AUS        |
| -------------------- | --- | ---------- |
| Mono                 | - Lanzamiento: 14 de julio de 2017 - Discografía: Greyscale (GSRCD005) - Formatos: CD, descarga digital, streaming                 | 29         |
| A Quiet Place to Die | - Lanzamiento: 25 de septiembre de 2020 - Discografía: Greyscale (GSRCD038), SharpTone - Formatos: CD, descarga digital, streaming | 6          |
| Half Living Things   | - Lanzamiento: 5 de abril de 2024 - Discografía: Greyscale (GSRCD087) - Formatos: CD, descarga digital, streaming                  | 19         |

### EPs
| Título                 | Detalles |
| ---------------------- | --- |
| Origin                 | - Lanzamiento: 9 de junio de 2014 - Discografía: Alpha Wolf (ALP002) - Formatos: CD, descarga digital, streaming                                        |
| Fault                  | - Lanzamiento: 19 de abril de 2019 - Discografía: Greyscale Records (GSRCD014) - Formatos: CD, descarga digital, streaming                              |
| The Lost & the Longing | - Lanzamiento: 15 de agosto de 2022 - Discografia: Greyscale Records, SharpTone Records - Formatos: Descarga digital - Notas: Split con Holding Absence |
| Shh                    | - Lanzamiento: 31 de marzo de 2023 - Discografía: Greyscale Records, SharpTone Records - Formatos: Descarga digital                                     |

### Sencillos
| Año  | Título                                 | Álbum                  |
| ---- | -------------------------------------- | ---------------------- |
| 2014 | "Death Bringer"                        | Origin                 |
| 2014 | "I Am; Horror"                         | Origin                 |
| 2015 | "Dark Soul"                            | N/A                    |
| 2016 | "Blkrchrds"                            | N/A                    |
| 2016 | "Nail Biter"                           | N/A                    |
| 2017 | "#104"                                 | Mono                   |
| 2017 | "Ward of the State"                    | Mono                   |
| 2017 | "Golden Fate; Water Break"             | Mono                   |
| 2018 | "Black Mamba"                          |                        |
| 2018 | "No Name"                              | Fault                  |
| 2019 | "Sub-Zero"                             | Fault                  |
| 2020 | "Akudama"                              | A Quiet Place to Die   |
| 2020 | "Creep"                                | A Quiet Place to Die   |
| 2020 | "Bleed 4 You"                          | A Quiet Place to Die   |
| 2020 | "Restricted (R18+)"                    | A Quiet Place to Die   |
| 2021 | "Bleed 4 You" (Lo-Fi Remix; con Mik)   | Shh                    |
| 2022 | "Aching Longing" (con Holding Absence) | The Lost & the Longing |
| 2022 | "Hotel Underground"                    | The Lost & the Longing |
| 2023 | "60cm of Steel" (Lo-Fi Remix; con Mik) | Shh                    |
| 2023 | "Bring Back the Noise"                 | Half Living Things     |
| 2024 | "Sucks 2 Suck" (con Ice-T)             | Half Living Things     |
| 2024 | "Whenever You're Ready"                | Half Living Things     |
| 2024 | "Cannibal" (con RedHook)               |                        |